# معبد آناهیتا (کنگاور)

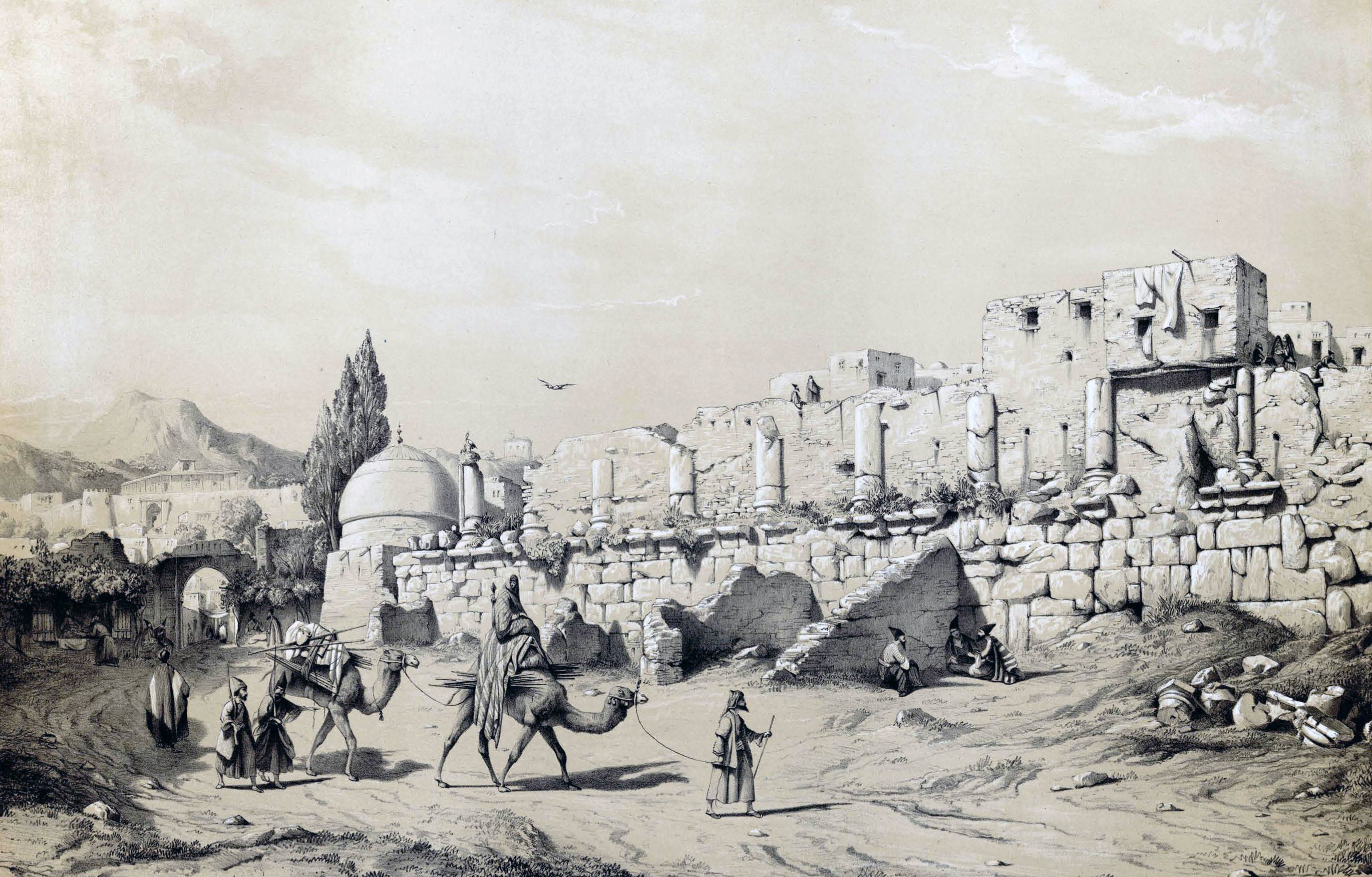
در عصر محمدشاه قاجار

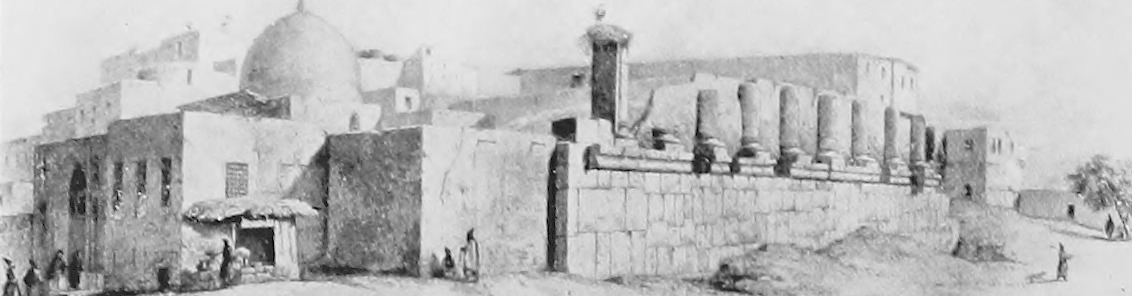
سال ۱۹۰۶

معبد آناهیتا بنای تاریخی در شهر کنگاور در استان کرمانشاه قرار دارد. شهرستان کنگاور در استان‌ کرمانشاه است که سر راه تاریخی هگمتانه تیسفون قرار گرفته‌ است. این اثر در تاریخ ۲۴ شهریور ۱۳۱۰ با شمارهٔ ثبت ۳۱ به‌عنوان یکی از نخستین آثار ملی ایران در آثار ملی ایران و در سال ۱۳۸۵ نیز در فهرست موقت میراث جهانی یونسکو به ثبت رسیده‌است. این بنا دومین بنای سنگی بزرگ کشور پس از تخت جمشید است. کاربری و حتی دیرینگی دقیق این بنای تاریخی هنوز به‌صورت قطعی مشخص نشده‌ است.
بنای معروف به نیایشگاه آناهیتا در محلۀ گچ‌کن در مرکز شهر کنگاور و بر سر راه امروزی همدان–کرمانشاه واقع شده‌ است. این بنا بر روی تپه‌ای طبیعی با حداکثر ارتفاع ۳۲ متر نسبت به زمین‌های اطراف ساخته شده‌ است. در گوشهٔ شمال‌ غرب این بنا امامزاده و مسجدی برپا شده است.

## کاربری بنا
کاربری این بنا هنوز به صورت قطعی مشخص نشده‌ است. عده‌ای معتقدند که این بنا تنها برای شکار و تفریح بوده و تعدادی دیگر آن را «دسکره» می‌نامند و می‌گویند پادشاهان، معدودی از مهمانان خود را در این مکان می‌پذیرفته‌اند و البته گاهی نیز برای خوش‌گذرانی و شکار مورد استفاده قرار می‌گرفته‌ است؛ همانند دسکرهٔ جبلیه کرمان، هارونیه طوس و خواجه ربیع مشهد و با خشک شدن باغ و بوستان پیرامونشان به مرور چیزی جز یک ویرانه از آن‌ها باقی نمانده‌ است.

همچنین برخی نیز این بنا را یک پرستشگاه دانسته‌اند و گفته‌اند که معبدی برای پرستش آناهیتا فرشته و نگهبان آب و فراوانی و زیبایی و باروری بوده که در نزد ایرانیان دارای مقام بلند و ارجمندی بوده‌ است.

## ویژگی‌های معماری
این بنا با ۶/۴ هکتار وسعت، بر پشته صخره‌ای و مشرف به دشت کنگاور ساخته شده‌است. این بنا از بزرگترین بناهای سنگی در ایران است. بنایی چهار ضلعی مستطیل‌شکل در اندازه‌های ۲۰۹ در ۲۴۴ متر است که بر فراز تخت سنگ کم‌ارتفاع سیلیس آتشفشانی در شهر کنگاور در استان کرمانشاه قرار دارد. پرستشگاه آناهیتا همچون بناهایی که بر بلندی ساخته شده‌اند از شیوهٔ سکوسازی (صُفه‌سازی) متأثر است که در ایران باب بوده و در دوره‌های پسین نیز بناهای مهم پرستشگاهی و برخی بناهای حکومتی روی سکو بنا می‌شده‌اند. بر فراز این اثر تاریخی ردیفی از ستون‌های سنگی برپا بوده که ارتفاع هر ستون ۵.۴۲ متر است. ورودی بنا به وسیلهٔ پلکان دوطرفه در جبههٔ جنوبی تعبیه شده و در جبههٔ شمال خاوری پلکان یک‌طرفه راه دسترسی به این مکان را ممکن ساخته‌است.
بر اساس پژوهش‌های انجام شده بر روی سنگ‌های معادن اطراف، سنگ‌های این بنا از معادن مختلف و از جمله معدن‌های اله‌دانه، باغ ملی، چهل‌مران، قوره‌جیل، رستم‌آباد و هلال احمر مورد استخراج و استفاده قرار گرفته‌اند. معدن سنگ چهل‌مران در ۲ کیلومتری باختر این بنا قرار دارد و اکنون سنگ‌های نیمه‌تراش میان ستون و سنگ‌های نما در سطوح معدن از همان زمان باقی مانده‌است.

## قدمت بنا
قدمت این بنا هنوز به طور قطعی مشخص نیست، اما توسط برخی پژوهشگران به دورهٔ اشکانی و ساسانی نسبت داده شده‌است. به عنوان مثال محمدکریم پیرنیا معتقد است که نشانه‌ها و واژه‌های دورۀ ساسانی بر روی سنگ‌ها حکاکی گردیده‌است. براساس گفته‌های پیرنیا، پلکان و معماری معبد آناهیتا در دورهٔ پارتی ساخته‌شده و در زمان ساسانیان بازسازی شده‌است.
علاوه بر این باستان‌شناسانی که معبد ناهید کنگاور را از لحاظ زمین‌شناسی و مقایسه‌های ابنای مختلف بررسی کرده‌اند، می‌گویند عناصر موجود در آن مربوط به دوران هخامنشی است.
- پلکان دو طرفه: مهم‌ترین عنصر این بنا است که در ۱۵۴ متر به صورت دوطرفه به دیوار جنوبی معبد تکیه داده‌شده‌است.
- حجاری ستون‌ها و اجزای آن‌ها: ستون‌ها از طرح دریک تأثیر پذیرفته‌است اما علاوه‌بر آن از معماری باستانی منطقهٔ آذربایجان- کردستان نیز بهره گرفته‌است.
- عاری از تندیس: معبد ناهید، هیچ بت یا مجسمه‌ای ندارد و تنها مظاهر ذهنی از آناهیتا در نظر گرفته شده‌است.

گیرشمن نیز که هنر و معماری پارت‌ها را به ۳ دستۀ «هنر صددرصد ایرانی»، «هنر یونانی و ایرانی» و «هنر یونانی (هلنی)» تقسیم‌بندی کرده‌است، معتقد است که معبد ناهید متعلق به دستهٔ دوم است و طرحی غربی دارد. به باور او این معبد حدود ۲۰۰ سال قبل از میلاد ساخته شده و در سازهٔ اصلی آن قطعات سنگی همانند تخت جمشید استفاده شده‌است؛ اما با سرستون‌هایی همانند سبک دوریک. گیرشمن می‌گوید براساس چشمه‌هایی که از بالای معبد جاری است می‌توان احتمال داد مربوط به دوران سلوکی و تأثیرپذیرفته از آن است، اما سبک ستون‌ها، اندازه و معماری آن‌ها این احتمال را رد می‌کند. معبد کنگاور محوری چهارگوش است به ابعاد ۲۱۰×۲۸ متر، در جبههٔ جنوبی دیواری ایجاد شده به قطر ۱۸/۵ متر و دارای ۲۴ ستون نسبتاً مساوی است. در دو طرف پلکانی دارد به طول ۳۰ متر. در این باره باید گفت در مکان‌هایی همانند نیایشگاه‌ها یا کاخ‌های پذیرایی که باید دید انسان همواره به یک سمت باشد از تقارن بهره برده‌اند.

## پیشینهٔ کاوش‌های باستان‌شناسی در نیایشگاه آناهیتا
بین سال‌های ۱۹۳۴ تا ۱۹۳۶ اریش فریدریش اشمیت باستان‌شناس آمریکایی در قالب پروژه‌ای با عنوان «پرواز بر فراز شهرهای باستانی ایران» از تعدادی از محوطه‌ها و بناهای تاریخی کرمانشاه عکس‌برداری هوایی کرد. یکی از مکان‌های مورد عکس‌برداری وی معبد آناهیتا بود و این عکس‌ها زمینه‌ای برای انجام کاوش‌های باستان‌شناسی در دوره‌های بعدی شد.
تاکنون دو فصل کاوش باستان‌شناختی در معبد آناهیتا طی دهه‌های ۴۰ و ۸۰ انجام شده‌است.

### فصل اول، ۱۳۴۷
در دهۀ ۱۳۴۰ سازمان میراث فرهنگی وقت، پنج پروژۀ کاوش را در پنج بنای باستانی ایران (تخت جمشید، معبد آناهیتا، هفت‌تپه، جرجان و بیشابور) تعریف کرد و سیف‌الله کامبخش‌فرد را برای سرپرستی تیم کاوش در معبد آناهیتا در نظر گرفت. این نخستین فصل کاوش در معبد آناهیتا بود که طی آن کامبخش‌فرد در تابستان سال ۱۳۴۷ سرپرستی هیئتی باستان‌شناسی را بر عهده داشت.
پس از بررسی‌های اولیه مشخص شد که از مجموع تپه، تقریباً حدود پنجاه و سه هزار متر مربع به بنای تاریخی اختصاص دارد که به جز چند سر ستون شکسته و تعدادی حجاری‌های پراکنده در کنار کوره‌های آهک‌پزی که چند سال قبل از آن تعطیل شده بود چیز دیگری مشهود نیست، با این حساب مجموعهٔ معماری در زیر محله‌ها مدفون بود. اعضای هیئت عکس هوایی کنگاور را که در سال ۱۹۳۲ میلادی به وسیلهٔ اریش فریدریش اشمیت تهیه شده بود، پس از تعبیر و تفسیر و یافتن گرته و اثری از امتداد ابهام‌آمیز دیوار و صفهٔ تاریخی مدفون، مورد استفاده قرار داد و موفق گردید بخشی از دیوار شرقی را در آن تشخیص داده و پس از کاوش، آن قسمت از صفه را از خاک بیرون بیاورد. (این فاز سه ماه طول کشید) با آغاز فعالیت‌های هیئت کاوش نیایشگاه آناهیتا در سال ۱۳۴۷ و پس از خرید و تخریب منازل مسکونی بالای تپه و اطراف آن نقشه و موقعیت مکانی این بنای تاریخی تهیه گردید. در این فصل از کاوش ۲۳۰ واحد مسکونی که دقیقاً روی عرصۀ بنا ساخته شده‌بودند تملک و تخریب شد تا تیم باستان‌شناسی بتواند پس از آن کار کاوش را آغاز کند.
کاوش از ناحیه آزاد محله، از شصت متری منتهی‌الیه جنوب شرقی تپه، در شش ترانشهٔ ده متری آغاز گردید. در این محوطه که قبلاً هیچ اثری در روی خاک قابل رویت نبود، دفعتاً پس از چند روز حفاری، حجاری‌های فراوانی چهره از حجاب خاک گشود و عرض و طول خود را عیان ساخت. در هر ترانشه پس از سه ماه کار و فعالیت دو ستون قطور و منضمات آن‌ها که عبارت از ته‌ستون، سرستون، گیلویی و حجاری‌های نمای دیوار بود رخ نموده و در این شصت متر طول، دوازده ستون سالم و چند تایی شکسته از خاک بیرون آورده شد. از دوازده ستون، نه ستون سالم سه ستون نیمه سالم و به همین ترتیب اجزاء دیگر.
در این مرحله توانسته بودند ضخامت دیوار ستون‌دار، تعداد ستون‌ها، فواصل آن‌ها از یکدیگر، قطر، پیرامون و سایر ابعاد و اندازه‌ها را به‌طور نه چندان دقیق ولی در هر حال فارغ از تصور و تخمین تعیین نموده و با تهیهٔ تعدادی عکس، سند و اشیاء کشف شده از جمله چندین تابوت سفالین و گوشواره‌های طلا و سکه‌هایی از دوران تاریخی که در زیر سر اجساد، داخل تابوت‌ها و مقبره‌ها یافت شده بودند، در مجموع گزارش نسبتاً قانع‌کننده‌ای را فراهم آورند که بر اساس واقعیات تنظیم شده بود.
سپس امر خرید و کار تخریب و زدودن خانه‌ها، مساکن، محله‌ها، معابر و دکاکین قریه‌ای که کاملاً روی معماری تاریخی نیایشگاه آناهیتا را پوشانده و در بین مردم منطقه به محلهٔ «گچ‌کن» معروف بود، وارد مراحل عملی و جدی گردید و پا به پای آن کاوش‌های باستان‌شناسی نیز ادامه یافت.
کم‌کم و در فصول مختلف پژوهش و بررسی، مردم قریهٔ گچ‌کن در خانه‌های جدید ماوی گزیدند و بیغوله‌های خشت و گلی تخریب و عملیات شناسایی و کاوش ادامه داده شد تا بالاخره مساحتی بالغ بر پنجاه و پنج هزار متر مربع به‌طور کلی تخلیه و بنای تاریخی و حریم آن کاملاً معین و مشخص گردید.

### کاوش‌های بعدی
طی سال‌های ۱۳۶۷ تا ۱۳۷۸ پس از پیروزی انقلاب اسلامی، کاوش‌های باستان شناسی در معبد آناهیتا ادامه پیدا کرد و سه تیم دیگر در چند مرحله به کاوش در معبد آناهیتا پرداختند، اما پس از آن کاوش‌های باستان شناسی متوقف شد و از اواخر دهۀ ۱۳۷۸ به بعد هیچ کاوش باستان‌شناسی در این محوطه انجام نشد.

### آغاز مجدد کاوش‌ها
در اردیبهشت ۱۴۰۳ مدیر پایگاه ملی معبد آناهیتا اعلام کرد که با تخصیص ۱/۷ میلیارد تومان اسناد خزانه از سوی ادارۀ کل پایگاه‌های ملی و جهانی وزارت میراث فرهنگی، پروپوزال طرح کاوش در معبد آناهیتا آماده شده و طی روزهای آینده به تهران ارسال خواهد شد و پیش‌بینی می‌شود در خردادماه کاوش‌های باستان‌شناسی در این بنا پس از ۲۰ سال از سر گرفته‌شود. این فصل از کاوش‌ها از ۳ شهریور ۱۴۰۳ با حضور تیم باستان‌شناسی به سرپرستی مصطفی ده پهلوان رئیس پژوهشگاه میراث فرهنگی کشور با تمرکز بر هستۀ مرکزی محوطه آغاز شد و تا ۲۱ مهر ادامه داشت. در این فصل حدود ۶۰۰ متر از فضای معبد در بالاترین و بلندترین نقطۀ محوطه کاوش شد و طی آن پنج ترانشه به ابعاد ۱۰×۱۰ متر ایجاد شد. تیم کاوش در آنجا با ساختارهایی از دور‌ۀ معاصر، اواخر دوره ساسانی و قرون میانی اسلامی مواجه شد. در حین کاوش به بقایایی از واحدهای مسکونی که تا سال ۱۳۴۷ بر روی معبد ساخته شده‌بود و همچنین بقایای فعالیت‌های صنعتی مانند پخت نان و یا غذا و حجم بالایی از جوش‌های کوره‌های آهک و گچ‌پزی مربوط به دورۀ معاصر برخورد شد. تیم کاوش این احتمال را مطرح کرده که ساخت کوره‌های آهک و گچ‌پزی می‌تواند سابقه‌ای طولانی‌تر هم داشته‌باشد و با توجه به وجود معادن سنگ‌ آهک در آن نزدیکی همزمان با ساخت بنا از آن برای تکمیل ساخت دیوارچینی بنا استفاده شده‌باشد. همچنین در کاوش‌هایی که قبلاً در این محوطه صورت گرفته بود، احتمال وجود بقایایی از یک معماری چهارتاقی در قسمت بالایی محوطه مطرح شده‌بود که با یافتن امتداد دیواره‌ای بر روی بستر صخره‌ای در این کاوش‌ها این احتمال مطرح شد که این دیواره بقایای یک آتشکده یا چارتاقی باشد. با این حال تیم باستان‌شناسی اظهار نظر در این باره را به کاوش‌های بیشتر منوط دانست. بخش دوم این فصل از کاوش نیز مربوط به مطالعات ژئوفیزیک در دو بخش از معبد بود که انجام یک بخش از آن که در قسمت میانی معبد آناهیتا، حد فاصل سکوهای اول و دوم و در فضایی به ابعاد ۱۰×۱۰ متر انجام شد، به یافتن بقایای فعالیت‌های صنعتی کمک کرد. بخش دوم مطالعات ژئوفیزیک نیز در ضلع جنوبی بنا انجام شد، که طی آن هیچ شواهد باستان‌شناختی به دست نیامد و بدین ترتیب این بخش از محوطه برای ایجاد زیرساخت‌ها مناسب تشخیص داده شد.
در آبان ۱۴۰۳ سرپرست گروه کاوش‌های باستان‌شناسی در معبد آناهیتا اعلام کرد این محوطه به حدود ۵۰ فصل کاوش نیاز دارد تا به سرانجام خوبی برای آن برسیم.
در دی ۱۴۰۳ مدیر پایگاه ملی معبد آناهیتا اعلام کرد فصل دوم کاوش‌ها در محوطۀ آناهیتا بر روی سکوی دوم محوطه متمرکز خواهد بود که نوع مصالح بکار رفته در آن از سکوی اول متفاوت است. پس از آن نیز بر روی بقایای برجی مربوط به دورۀ سلجوقی در ضلع شمالی محوطه و تحولات آن دوره مطالعه صورت خواهد گرفت.

## راه شاهی و جادۀ‌ ابریشم
معبد آناهیتا بر سر راهی پراهمیت قرار گرفته که در زمان هخامنشیان با نام راه شاهی، در دورۀ اشکانیان با نام جاده ابریشم، در دورۀ ساسانیان با عنوان شاهراه ارتباطی شرق به غرب و در دورۀ اسلامی میانه با عنوان جادۀ بزرگ خراسان شناخته می‌شده‌است. در عکس‌هایی که اریش فریدریش اشمیت باستان‌شناس آمریکایی در فاصلۀ سال‌های ۱۹۳۴ تا ۱۹۳۶ در قالب پروژه‌ای با عنوان پرواز بر فراز شهرهای باستانی ایران از معبد آناهیتا گرفته، مشخص است که راهی که در آن زمان دو شهر امروزی همدان و کرمانشاه را به یکدیگر متصل می کرده، از جنوب معبد آناهیتا عبور می‌کرده‌است. با توجه به اینکه معبد آناهیتا بر روی صخره‌ای بلند و در بالادست دشت کنگاور واقع شده که در گذشته زمین کشاورزی و جلگه‌ای بسیار پرآب و باتلاقی بوده، بنابراین امکان عبور جادۀ‌ مزبور از محل جلگۀ دشت کنگاور وجود نداشته و راه شاهی می‌باید از جنوب معبد و از روی پشته‌ای صخره‌ای عبور کرده باشد؛ بنابراین این احتمال مطرح شده که راه موجود در این عکس‌ها همان راه تاریخی شاهی و ابریشم باشد،‌ اما اثبات این امر نیازمند تحقیقات ژئوفیزیکی است و در این راستا قرار است که پژوهشگران  دانشگاه ساپینزای رم در ماه شهریور ۱۴۰۱ به کرمانشاه آمده و تحقیقات در این رابطه را آغاز کنند.

## وضعیت نابسامان معبد آناهیتا
معبد آناهیتا در شهر کنگاور به گچ‌کن معروف است که به معنی جایی است که از آن گچ تهیه می‌کردند. از سال‌ها پیش مردم برای اندود کردن خانه‌چای خود ستون‌ها، سرستون‌ها و بلوک‌های سنگی معبد را به آهک و گچ تبدیل می‌کردند. همچنین ساخت‌وسازهای زیادی بر روی این بنا انجام شده و مردم از مصالح محوطه برای ساخت خانه‌های خود استفاده می‌کردند. تا دهۀ ۱۳۴۰ عرصۀ معبد آناهیتا را واحدهای مسکونی پوشانده بود که علیرغم تملک ۲۳۰ واحد مسکونی، هنوز هم ۷ واحد مسکونی بر روی عرصۀ بنا قرار دارند. بخش عظیمی از این بنا همچنان زیر خاک و نخاله‌های انباشته‌شدۀ ساختمانی قرار دارد. به دلیل کافی نبودن پژوهش‌های انجام‌شده و صورت گرفتن تنها دو فصل کاوش از دهۀ ۱۳۴۰ تاکنون، هنوز هم کاربری و حتی قدمت دقیق معبد آناهیتا مشخص نیست. در بهمن ۱۴۰۲ مدیر پایگاه ملی معبد آناهیتا با توصیف شرایط نامناسب این بنای تاریخی از عدم تخصیص بودجه برای کاوش‌های باستان‌شناختی و بهسازی وضعیت این بنا انتقاد کرد و معبد آناهیتا را بیماری توصیف کرد که «به علت عدم اتمام جراحی باستان‌شناسی دچار مرگ تدریجی شده‌است».
در بهمن ۱۴۰۲، مدیر پایگاه ملی معبد آناهیتا، مرتضی گراوند، اعلام کرد که این معبد به دلیل نیمه‌کاره ماندن کاوش‌های باستان‌شناسی، در معرض مرگ تدریجی و تخریب سنگ‌ها، ستون‌ها و سرستون‌ها قرار دارد.
این در حالی است که یک فصل کاوش، تنها به ۱.۵ میلیارد تومان اعتبار نیاز داشت.

## موزۀ باستان‌شناسی معبد آناهیتا
در ۱۴ مهر ۱۴۰۱ مدیر پایگاه ملی معبد تاریخی آناهیتا از آغاز ساخت موزۀ باستان‌شناسی معبد آناهیتا طی نیم‌سال دوم ۱۴۰۱ خبر داد. به گفتۀ وی این موزه شامل یک سالن معرفی، سالن نمایش مجهز به مدرن‌ترین دستگاه‌ها به منظور ارائۀ نمایش‌ها به شکل سه‌بعدی به همراه نور و صدا، سالن انتظار و بخش‌های دیگر خواهد بود و در طبقۀ دوم ساختمان اداری این معبد راه‌اندازی خواهد شد. به گفتۀ‌ وی در این موزه اشیای کشف شده در محوطۀ معبد آناهیتا شامل ۱۰۰ قلم شیء تاریخی از قبیل اشیای سفالی مربوط به دوره‌های اشکانی، ساسانی و اسلامی که هم اکنون در موزه ملی ایران نگهداری می شوند، به نمایش گذاشته خواهدشد.
در آذر ۱۴۰۱ مدیرکل میراث فرهنگی، صنایع دستی و گردشگری استان کرمانشاه از برنامه‌ریزی برای تبدیل معبد آناهیتا به سایت‌موزه خبر داد.

## نگارخانه

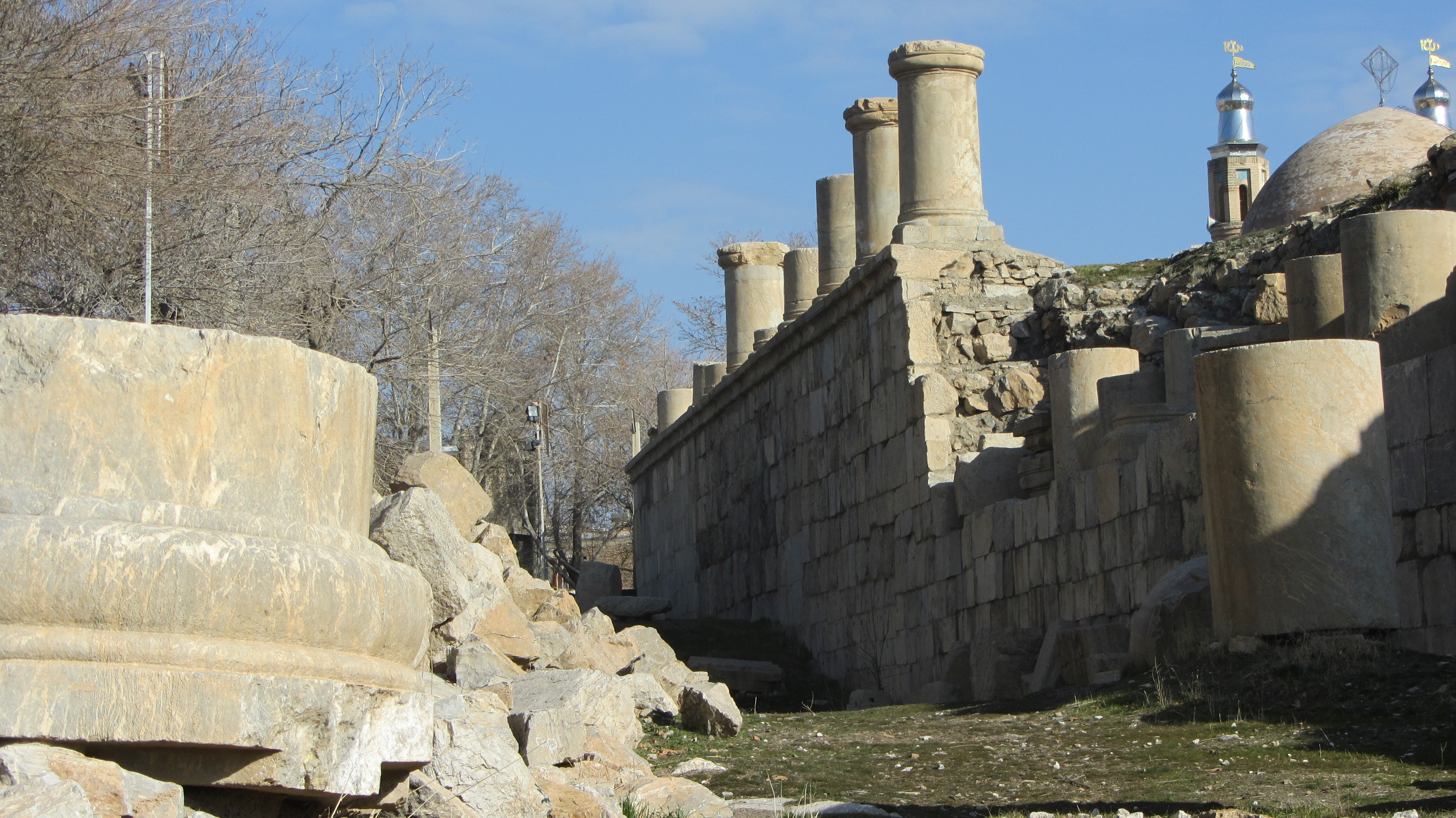
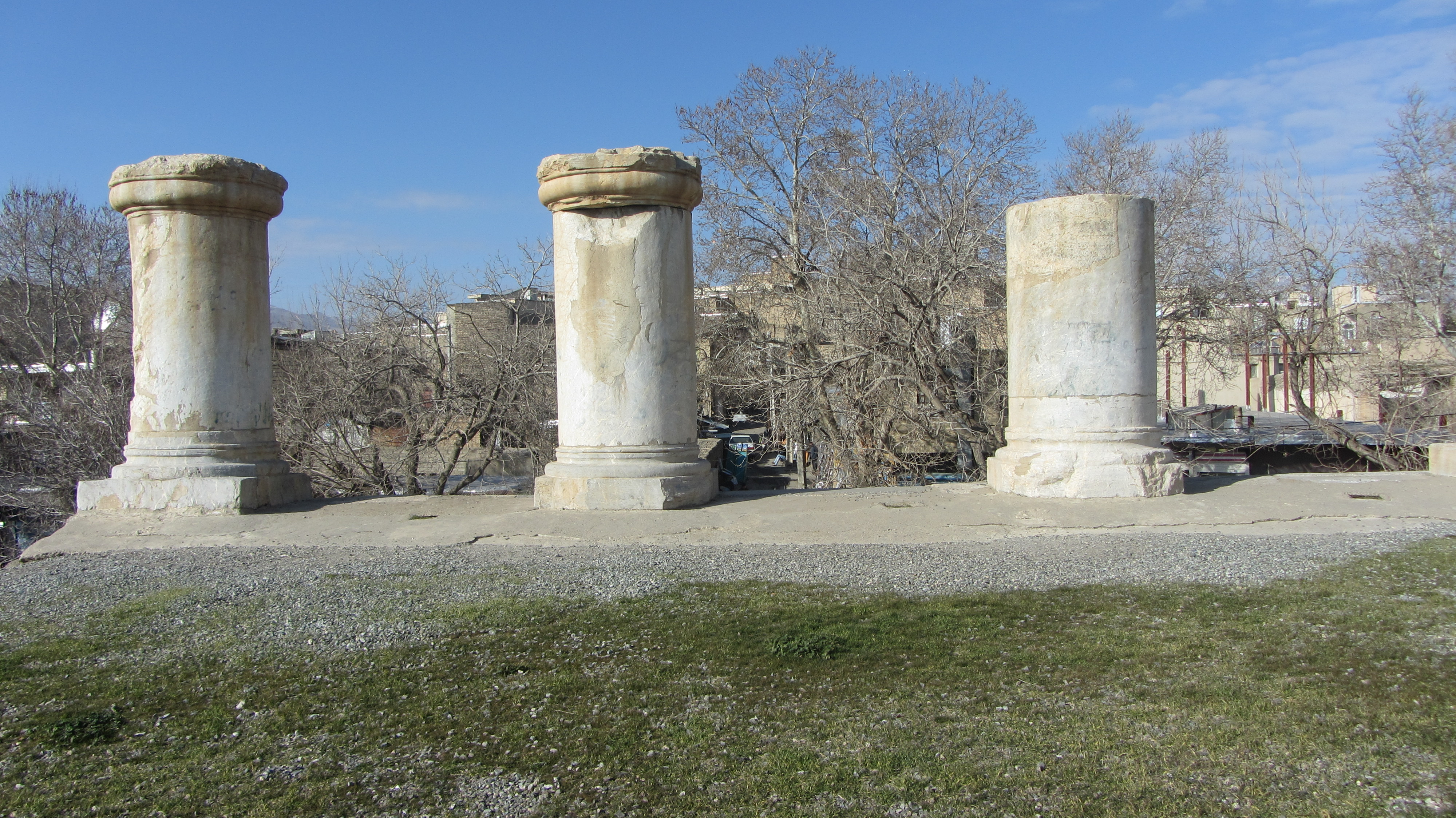
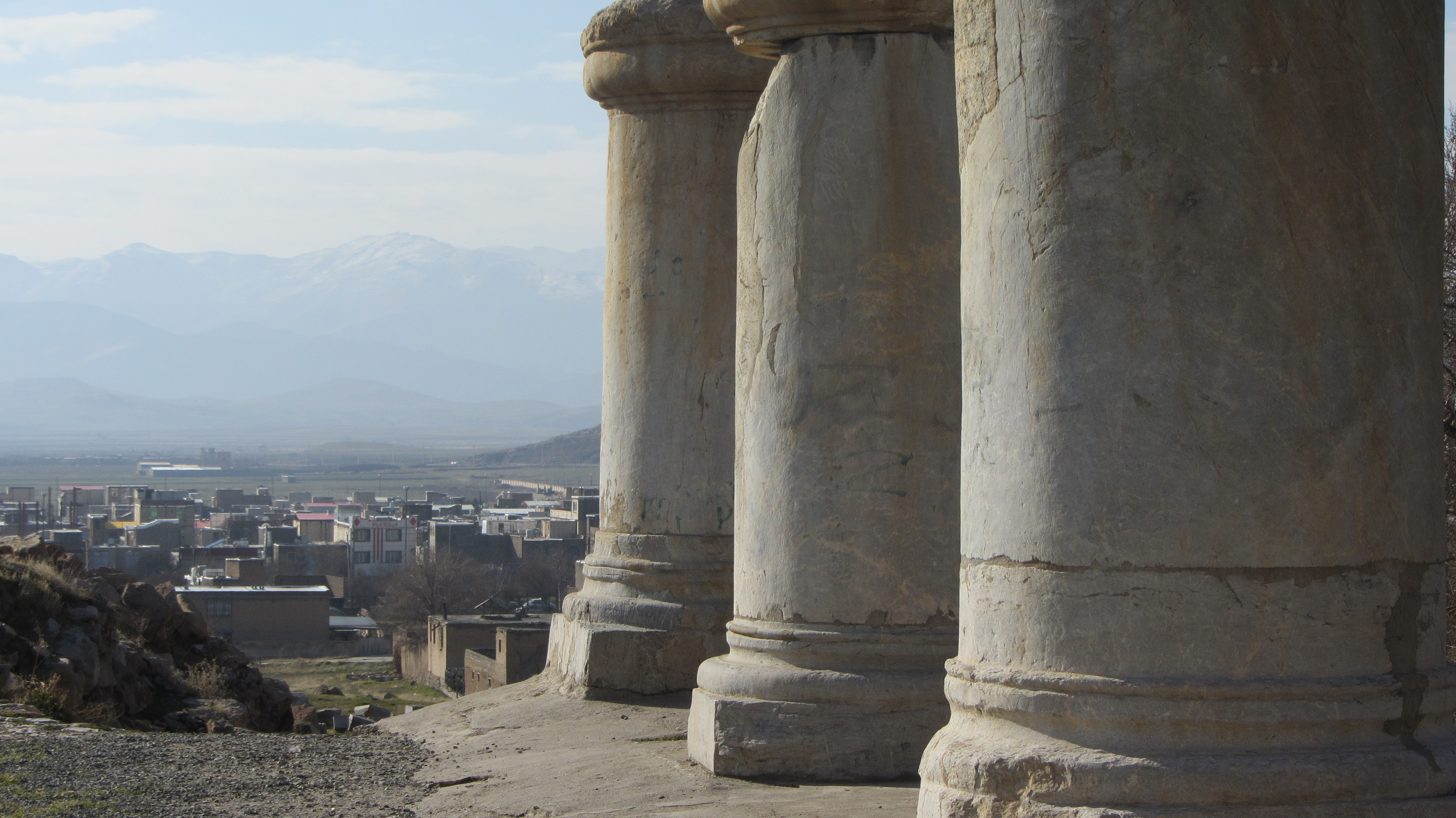
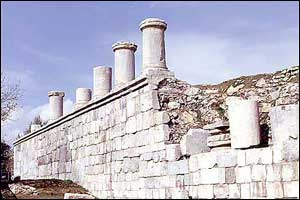